# Lupáčik

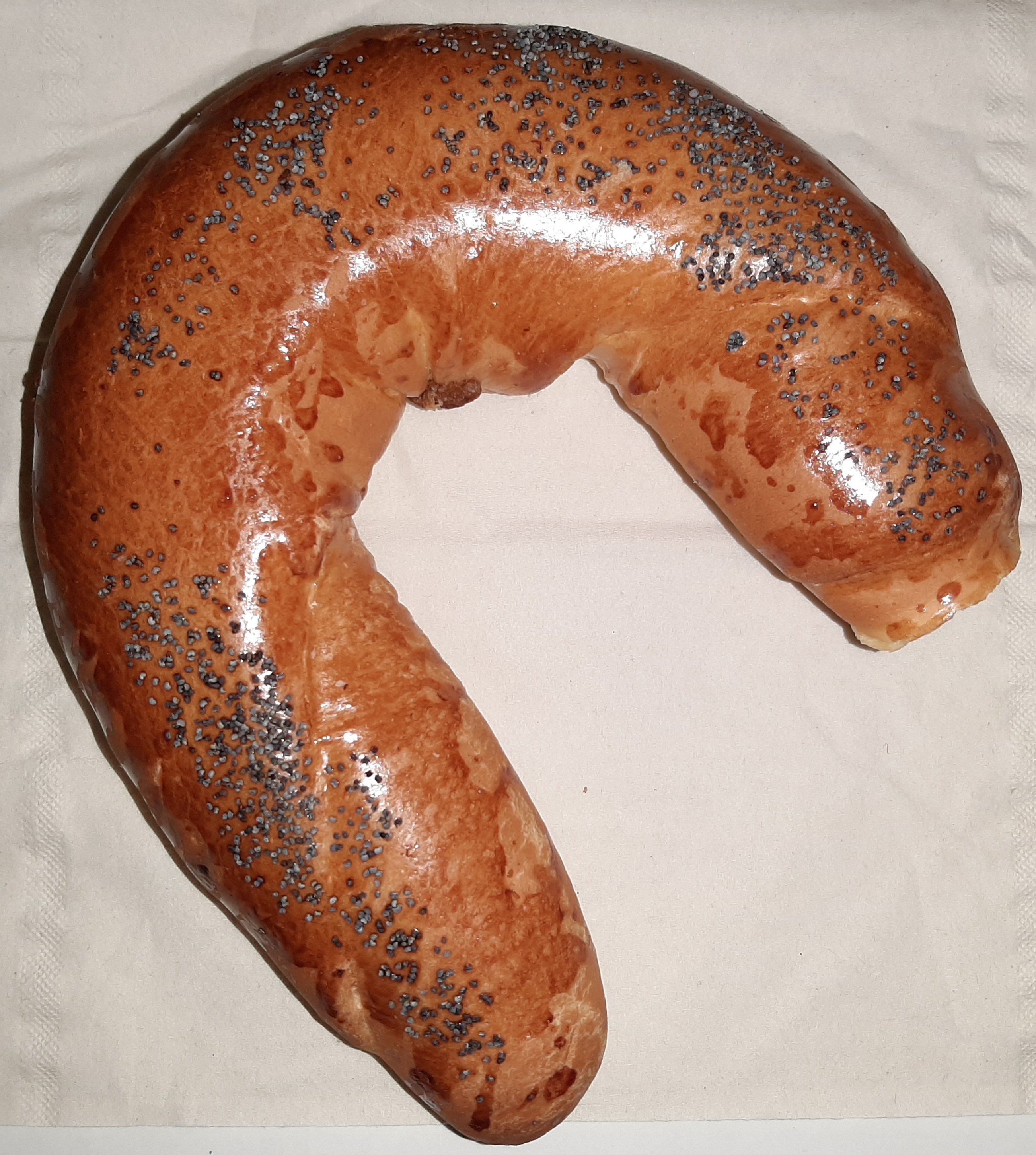
El tipo original del lupáčik con semillas de amapola

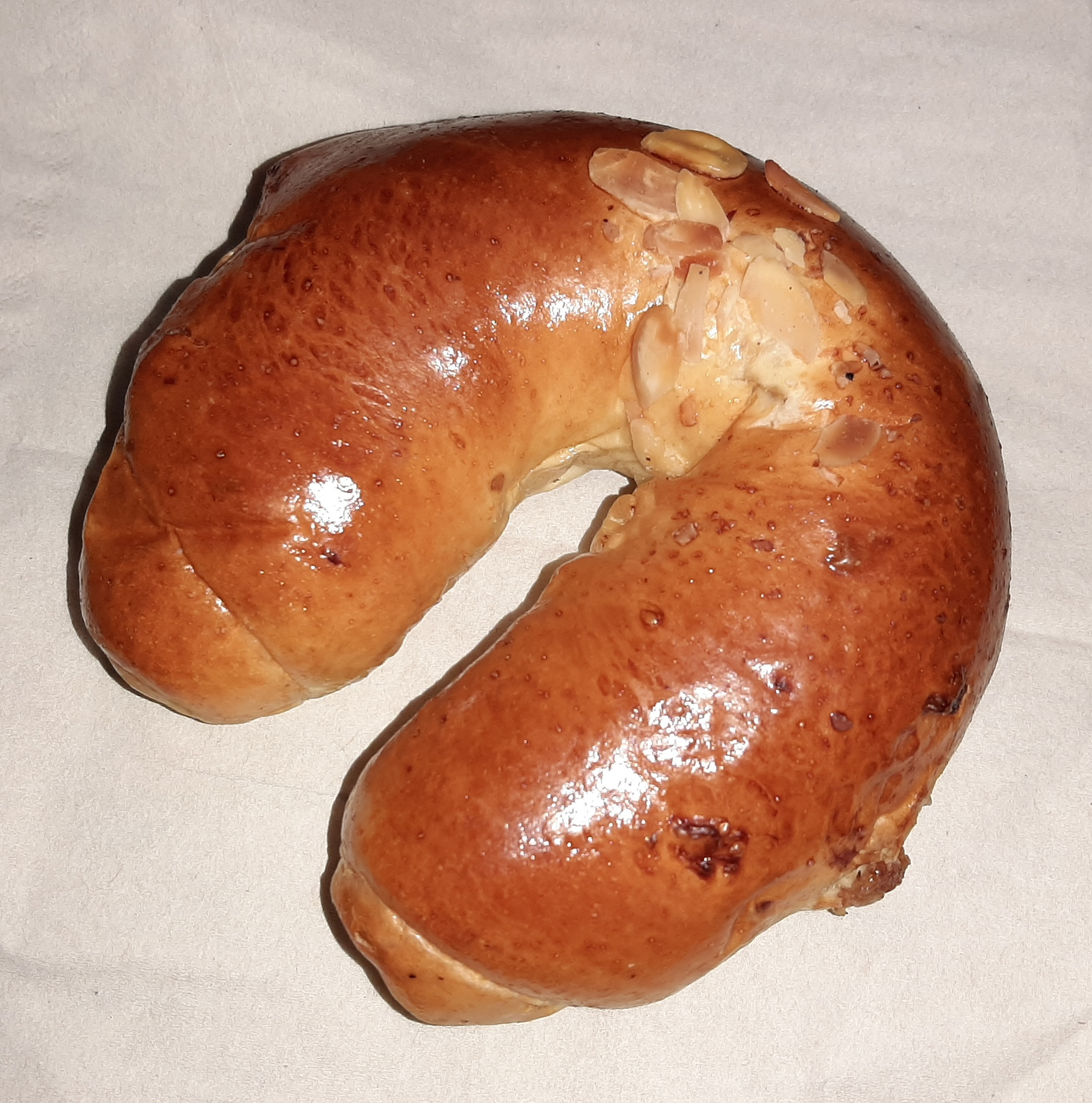
El lupáčik de mantequilla con almendras y pasas

El lupáčik (AFI: ['lupaːtʂik]) o la makovka (AFI: ['makouka]), presentado incorrectamente como la lúpačka (AFI: ['luːpatʂka]), es un rožok dulce hecho de masa grasa, a menudo decorada con semillas de amapola.